# Juan XIX
Juan XIX (de nombre Romano, Roma, (¿?)-fallecido en octubre de 1032) fue el 144.º papa de la Iglesia católica de 1024 a 1032.
Sucesor, en el solio pontificio, de su hermano Benedicto VIII, en el momento de su elección era cónsul y senador, además de laico, por lo que recibió todas las órdenes sagradas hasta la dignidad de obispo en un solo día a cambio de una importante cantidad de dinero con lo que inició su pontificado con una de las lacras que lo definirían: la simonía.
No es de extrañar, por tanto, que estuviese dispuesto a reconocer el título de Ecuménico al Patriarca de Constantinopla a cambio de una valiosa cantidad de dinero. Esta postura provocó el rechazo generalizado de toda la Iglesia y Juan XIX se vio obligado a dar marcha atrás.
Al morir el emperador Enrique II, dio su apoyo a Conrado II a quien coronó, junto a su consorte Gisela, el 26 de marzo de 1027, en San Pedro.